# Burundi op de Olympische Zomerspelen 2020
Burundi nam deel aan de Olympische Zomerspelen 2020 in Tokio, Japan.

## Atleten
Hieronder volgt een overzicht van de atleten die zich kwalificeerden voor deelname aan de Olympische Zomerspelen 2020.
| sport    | vrouwen | mannen | totaal |
| -------- | ------- | ------ | ------ |
| Atletiek | 2       | 1      | 3      |
| Boksen   | 0       | 1      | 1      |
| Zwemmen  | 1       | 1      | 2      |
| totaal   | 3       | 3      | 6      |

## Sporten

### Atletiek
Mannen
Loopnummers
| atlete            | onderdeel | series  | series | kwartfinale | kwartfinale | halve finale   | halve finale   | finale         | finale         |
| atlete            | onderdeel | tijd    | rang   | tijd        | rang        | tijd           | rang           | tijd           | rang           |
| ----------------- | --------- | ------- | ------ | ----------- | ----------- | -------------- | -------------- | -------------- | -------------- |
| Eric Nzikwinkunda | 800 m     | 1.47,97 | 6      | n.v.t.      | n.v.t.      | niet geplaatst | niet geplaatst | niet geplaatst | niet geplaatst |
| Olivier Irabaruta | marathon  | n.v.t.  | n.v.t. | n.v.t.      | n.v.t.      | n.v.t.         | n.v.t.         | 2:17.44        | 38             |

Vrouwen
Loopnummers
| atlete             | onderdeel | series | series | kwartfinale | kwartfinale | halve finale | halve finale | finale         | finale         |
| atlete             | onderdeel | tijd   | rang   | tijd        | rang        | tijd         | rang         | tijd           | rang           |
| ------------------ | --------- | ------ | ------ | ----------- | ----------- | ------------ | ------------ | -------------- | -------------- |
| Francine Niyonsaba | 5.000 m   | DSQ    | DSQ    | n.v.t.      | n.v.t.      | n.v.t.       | n.v.t.       | niet geplaatst | niet geplaatst |
| Francine Niyonsaba | 10.000 m  | n.v.t. | n.v.t. | n.v.t.      | n.v.t.      | n.v.t.       | n.v.t.       | 30.41,93       | 5              |

### Boksen
Vrouwen
| atlete              | onderdeel    | eerste ronde         | tweede ronde           | kwartfinale          | halve finale         | finale               | rang           |                |
| atlete              | onderdeel    | tegenstander uitslag | tegenstander uitslag   | tegenstander uitslag | tegenstander uitslag | tegenstander uitslag | rang           |                |
| ------------------- | ------------ | -------------------- | ---------------------- | -------------------- | -------------------- | -------------------- | -------------- | -------------- |
| Ornella Havyarimana | vlieggewicht | n.v.t.               | Nina Radovanović W 5-0 | niet geplaatst       | niet geplaatst       | niet geplaatst       | niet geplaatst | niet geplaatst |

### Zwemmen
Mannen
| atleet              | onderdeel            | series | series | halve finale   | halve finale   | finale         | finale         |
| atleet              | onderdeel            | tijd   | rang   | tijd           | rang           | tijd           | rang           |
| ------------------- | -------------------- | ------ | ------ | -------------- | -------------- | -------------- | -------------- |
| Belly-Cresus Ganira | 100 meter vrije slag | 54,33  | 64     | niet geplaatst | niet geplaatst | niet geplaatst | niet geplaatst |

Vrouwen
| atleet      | onderdeel           | series | series | halve finale   | halve finale   | finale         | finale         |
| atleet      | onderdeel           | tijd   | rang   | tijd           | rang           | tijd           | rang           |
| ----------- | ------------------- | ------ | ------ | -------------- | -------------- | -------------- | -------------- |
| Odrina Kaze | 50 meter vrije slag | 33,39  | 79     | niet geplaatst | niet geplaatst | niet geplaatst | niet geplaatst |